# Бодзенцин
Бодзенцин (пол. Bodzęcin, нім. Basenthin) — село в Польщі, у гміні Осіна Голеньовського повіту Західнопоморського воєводства. Населення — 247 осіб (2011).
У 1975-1998 роках село належало до Щецинського воєводства.

## Демографія
Демографічна структура станом на 31 березня 2011 року:
|          | Загалом | Допрацездатний вік | Працездатний вік | Постпрацездатний вік |
| -------- | ------- | ------------------ | ---------------- | -------------------- |
| Чоловіки | 121     | 28                 | 87               | 6                    |
| Жінки    | 126     | 33                 | 71               | 22                   |
| Разом    | 247     | 61                 | 158              | 28                   |